# Slaget vid Foteviken

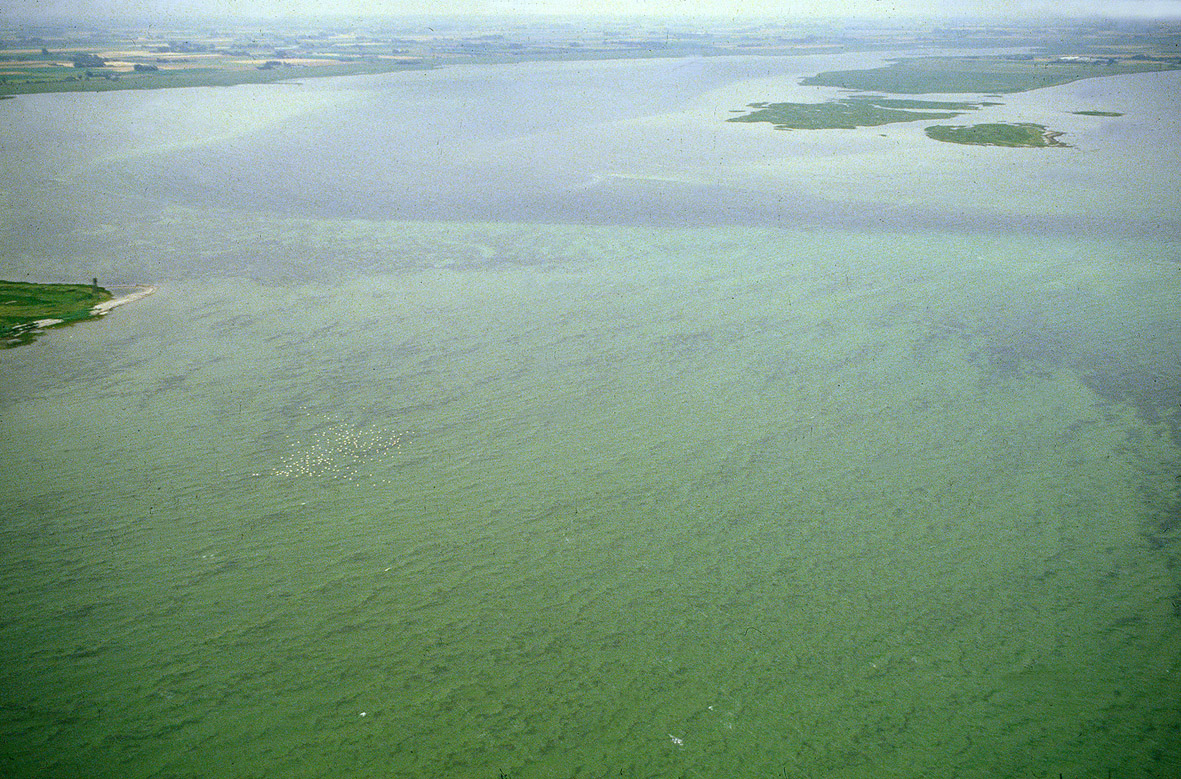
Foteviken i Skåne från norr vid mynningen ut till Höllviken.

Slaget vid Foteviken var ett slag som utkämpades vid Foteviken i sydvästra Skåne den 4 juni 1134 och var en avgörande kamp i ett långt danskt inbördeskrig. I slaget användes rytteri troligtvis för första gången i större skala i Norden.

## Förspelet
Skåne var i början av 1100-talet en viktig del av det danska riket. Erik, med tillnamnet Ejegod det vill säga den alltid gode, blev kung 1095. Han var gift med Bodil, dotter till den norske jarlen Thrugot Fagerskinn. Kung Erik Ejegod stod kyrkan mycket nära. 1098 reste han till Italien för att personligen möta påven Urban II. I Bari möttes de båda och påven gav ett löfte om att kung Eriks bror Knut, som mördats i Odense kyrka år 1086, skulle bli helgonförklarad. Påven lovade också att Norden skulle avstyckas från det tyska Hamburg - Bremens ärkestift och få bilda ett eget stift med Lund som kyrkligt centrum.
År 1101 uppfyllde påven löftet om helgonförklaringen av kung Knut. Knut blev nu ett danskt rikshelgon, en viktig utnämning för att Danmark skulle få bli ärkestift för Norden. 1103 beslutade sig kung Erik och hans hustru för en pilgrimsresa till Jerusalem. På resan dog Erik i feber i Paphos på Cypern. Bodil tog sig till den heliga staden men dog på Oljeberget och fick sin grav i Josafats dal. 
Som ny kung valdes Erik Ejegods bror Niels. 1104 tog han emot påvens utsände kardinal Alberich i Lund. Kardinalen gav biskop Ascer palliet, ärkebiskopens värdighetstecken i form av ett korsbeprytt tygband av utvald lammull som bärs runt halsen. Ascer hade nu blivit ärkebiskop över hela Norden.

## Inbördeskriget i Danmark

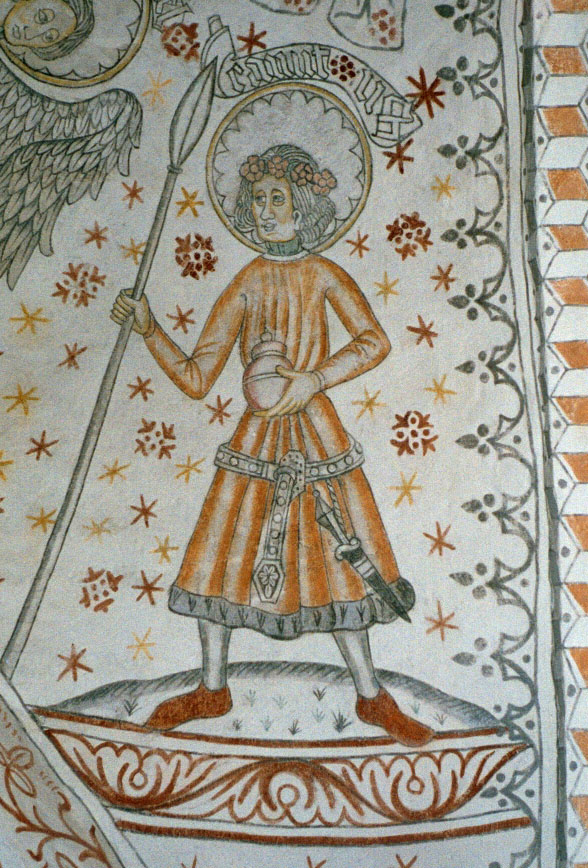
Knut Lavard på en målning i Vigersteds kyrka.

Kung Niels son Magnus kände snart sin maktställning hotad av den gamle kungens söner, speciellt Knut Lavard som var omtyckt härskare i Slesvigområdet. Magnus beslöt därför att mörda sin kusin i ett listigt arrangerat bakhåll. Den 7 januari 1131 stämde han möte med Knut Lavard i en skog mitt på Själland mellan Roskilde och Ringsted. En dåtida krönika berättar:
"I det samma ville den helige man Knud resa sig men skamligt drog förrädaren (Magnus) honom bakåt med kapphättan och med sitt dragna svärd klöv han Knuds huvud från det vänstra örat till det högra ögat och fick med sitt ogudliga hugg offrets hjärna att rinna ut. Nu sprang Henrik fram och körde sitt spjut genom den oskyldiga kroppen. Därefter stack de övriga medverkande i denna förbrytelse sina  spjut i bröstet på hertigen."
Vid kunskapen om mordet på sin halvbror tog Erik Emune till vapen och ett blodigt inbördeskrig började i Danmark. Erik fick skåningarna på sin sida, även ärkebiskop Ascer i Lund. Den tyske ärkebiskopen i Bremen hade nämligen krävt av den tyske kejsaren att Norden åter skulle läggas under Bremenkyrkan. För att vinna – eller snarare köpa – kejsarens gunst, godkände kung Niels detta. Påsken 1134 var Niels son Magnus hos tyske kejsaren i Halberstadt i Tyskland. Magnus trädde fram och hyllade kejsaren som sin herre och i gengäld mottog han ur kejsarens hand Danmarks krona. Med kronan på huvudet och draget svärd gick han sedan före kejsaren i den högtidliga processionen. 
Erik Emune motsatte sig däremot på det bestämdaste vänskapen med kejsaren. För ärkebiskop Ascer i Lund var därför valet lätt. Om han inte anslöt sig till upprorsmannen Erik Emune skulle han förlora sin ärkebiskopstitel. Skåne och den skånska kyrkan rustade sig därför till krig.

## Slaget
Kung Niels och hans son Magnus samlade den danska flottan för att segla över Öresund och återta Skåne. Historieskrivaren Saxo berättar att hela danska flottan, utom den skånska, fanns med. För danska regenter genom tiderna har det alltid varit väsentligt att ha kontrollen över flottan. Danmark består ju av en mängd öar och krigsskeppen var en garanti för kontrollen av dessa. Ett av primärmålen för kung Niels måste därför ha varit att lägga beslag på den skånska krigsflottan. Denna fanns i den troliga krigshamnen i Foteviken. Alltså var det naturligt att invasionen skulle komma på denna plats. Här fanns också Skandinaviens största marknadsplats, Halör.
Den danska flottan samlades vid den östra Själlandskusten. Saxo berättar hur kung Niels gav order att alla hans soldater skulle hålla vakt utmed kusten så att ingen kunde ta sig över och ge Erik viktig kunskap. En man vid namn Magnus Saxeson lät sig då firas ner från Stevns klint med hjälp av ett långt rep varefter han nattetid tog sig över till Skåne "varvid han gjorde Erik en stor tjänst".
På morgonen den 4 juni 1134 landsteg kung Niels vid Foteviken. Den enda kuststräcka som landstigningen har kunnat ske på är från nuvarande Falsterbokanalen norrut till några hundra meter norr om Fotevikens Museum. Vattnet är nämligen långgrunt och hela kuststräckan upp till Malmö är belagd med stora stenar långt ut i vattnet. Endast på denna korta kustremsa är sandbotten stenfri vilket varit en förutsättning för en invasion. 
Erik Emune hade emellertid inskaffat några hundra ryttare. Beväpnat rytteri utgjorde vid den tidpunkten en nyhet inom krigskonsten. Rytterianfall i stor skala hade tidigare knappast använts i Norden. Dessa ryttare tillsammans med skåningarna har haft en avgörande betydelse för Eriks seger vid Foteviken. 

### Saxos beskrivning av slaget
Den danske historieskrivaren Saxo skrev om händelsen vid Foteviken år 1134. Han måste ha hört om denna händelse från människor som själv levt då det inträffade, ja, kanske själva varit med i slaget.
"Sommaren efter samlade Niels utom den skånska flottan hela den danska och seglade till Foteviken, där han ställde sin här i slagordning tätt vid stranden, och således blev han stående en liten stund tills Erik ryckte fram. Men då han långt borta såg hästarna virvla upp dammet med deras hovar liksom ett moln, drog han sig successivt tillbaka till sina skepp och då han hörde gnyet från de framryckande ryttarna gav han sig på flykt. Då Erik hann upp hans här var den alla redan slagen, inte i kamp men av ödet, och utan att själv lida några men högg han ner den och vann en seger, som inget blod kostade honom, ty Gud hämnade släktmordet.
Endast Magnus, som tillsammans med en liten grupp tappra män vägrade att fly, gick lös på fienden och försökte driva honom tillbaka medan de andra vände rygg; ty då han insåg att det var liten utsikt att slippa bort, höll han det för en ära att tappert söka döden och göra sitt slut berömvärt genom att falla i kampen. Han föredrog döden i stället för flykt för att inte förta sitt gamla rykte om tapperhet. Omsider, efter det att han hade kämpat modigt och fällt en mängd fiender, föll han ovan på den hög av lik som han hade hopat omkring sig, tillsammans med biskop Peder av Roskilde, och såsom denne följde honom i döden så kom de också i samma grav.
Niels skyndade ned till sitt skepp på en häst som en bonde givit honom. Merparten av de flyende grep tag i tofterna och klängde sig på skeppen för att komma ombord så att några av dem var nära att sjunka under den stora tyngden, och de, som först kommit ombord, högg då utan hänsyn till vänskap med sina svärd av händerna på dem som hade kommit senare och klängde sig fast vid skeppen, så att de var grymmare mot sina egna än de hade varit mot fienden. ... I inget annat krig har det blivit utgjutit mer biskopsblod, ty biskop Peder av Roskilde och den svenske biskopen Henrik och alla de jylländska biskoparna på en när ska vara omkomna i det slaget."

### Andra samtida källors beskrivning av slaget
Inte mindre än ett drygt tjugotal äldre källor omtalar slaget, de flesta dock små notiser eller senare, opålitligare källor. Två källor från 1100-talet är däremot intressanta då de ligger slaget relativt nära i tid. Den ena är de så kallade "Lundaannalerna", den andra "S:t Peter från Erfurths krönika":
1134 Då hade likväl den fromme (tysk-romerske) kejsaren Lothar välvilligt dubbat danske kungen (Magnus) till vasall på pingstdagen. Kejsaren steg själv fram, i praktfull klädnad och satte kungakronan på hans huvud och lät Magnus själv bära svärdet. Men om denna ära inte kunde anses honom ovärdig så skulle den i alla fall snabbt leda till övermod.
Trupper hade dragits samman vid en plats som tillhörde staden Lund (eller nära staden Lund, det vill säga Foteviken) av hans farbrors son Erik (Emune). Efter att han (Erik Emune) fått reda på att hans bror (Knut Lavard) mördats, förföljdes han och fartygen styrde dit. När krigarna steg iland drabbades de på samma gång av stor fruktan, liksom på skeppen, vilket medförde att de som inte åter lyckades ta sin tillflykt till dem krävde att Magnus skulle dra sig tillbaka från stranden landvägen.
Dock frågade Magnus dem: 
"Vem fruktar ni, starka krigare? Vår mäktiga här består av 20.000 krigare och om det behagar vår (tysk) romerske världshärskare att gripa till vapen, kan ingen stå emot hur många de än är!"
Men när han talade till dem gav det dem ingen uppmuntran utan talet mottogs med misstro, man såg det som ett personligt misstag. David, Erik (Emunes) systerson, en framstående yngling, som blivit välnärd av att vara borgare i Lund, skall snabbt ha ryckt fram mot mitten med 300 tyska krigare (till häst) och råkat i närkamp med fientliga krigare, skingrat dem och drivit dem på flykt. Magnus blev ensam kvar och fälldes till marken. När David stod ovanpå Magnus sade han:
"O blodsbefläckade bandit och trolösa mördare av släkting, som omhuldade min mördade morbror, din farbrors son såsom Judas trolöst utlämnade Herren. Nu pressar vi dessa missgärningar ur dig, nu kommer Herren Gud att döma och straffa dig! Idag säger jag att du skall mottaga det du förtjänar och få ditt samvetslösa, brottsliga huvud avhugget tillsammans med dina händer, så att folk ett helt århundrade skall tala om gravheten av ditt brott!"
För att undvika en sådan våldsam död, greps kung Niels av en mycket stor rädsla eftersom han fruktade att han skulle dödas i närstrid och flydde tillsammans med många krigare till ett härläger nära staden Schleswig.”

## Efterspelet
Under slaget stupade alltså prins Magnus och med honom också bland andra sex (eventuellt fem) biskopar samt en stor mängd präster vilka medföljt invasionshären. Dessa, biskop Peder från Roskilde och fyra biskopar från Jylland samt den landsflyktige biskop Henrik av Sigtuna, var troligtvis med för att avsätta ärkebiskop Ascer i Lund. Efter slaget flydde kung Niels med resterna av sin flotta till Slesvig. Hans soldater varnade honom att stanna i staden då invånarna var vänligt stämda till den mördade Knut Lavard. Den 25 juni mördades kung Niels av stadens borgare. Erik Emune, segraren vid Foteviken, blev nu Danmarks kung.